# Дзвониха
Дзвони́ха (укр. Дзвониха) — село на Украине, находится в Тывровском районе Винницкой области.
Код КОАТУУ — 0524582701. Население по переписи 2001 года составляет 375 человек. Почтовый индекс — 23305. Телефонный код — 4355.
Занимает площадь 27,79 км².

## История
В XIX веке село Звониха было в составе Лучанской волости Брацлавского уезда Подольской губернии. В селе была Покровская церковь.

## Адрес местного совета
23305, Винницкая область, Тывровский р-н, с. Дзвониха, ул. Малиновского, 22